# Талайот

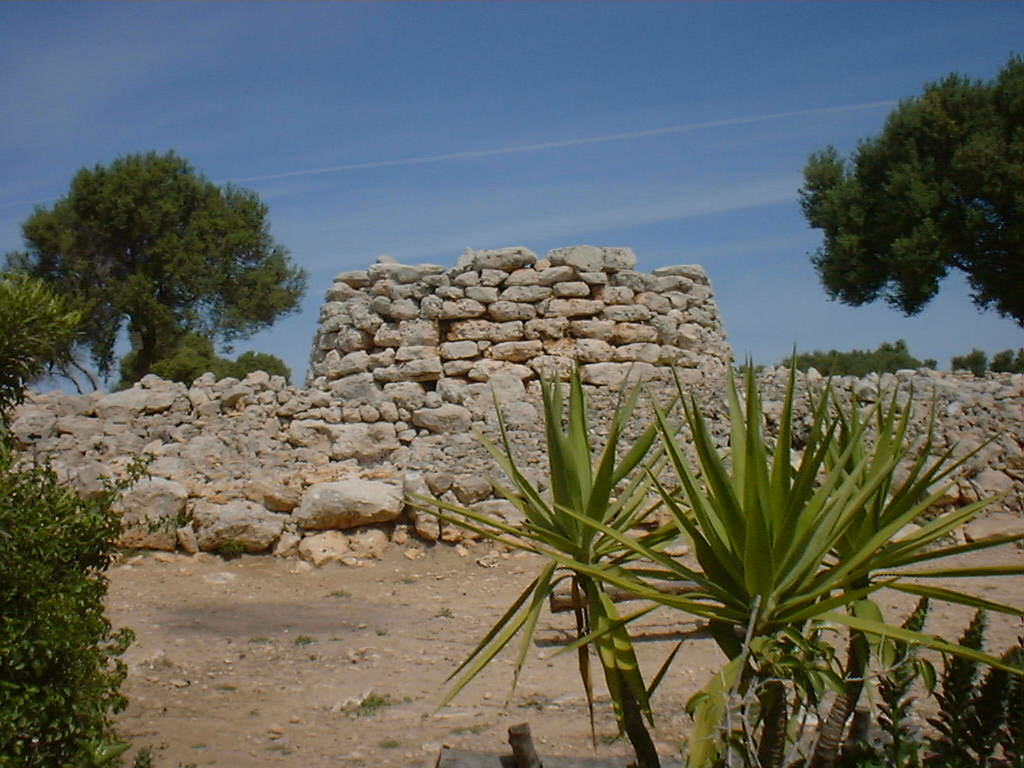
Талайот на Мальорці

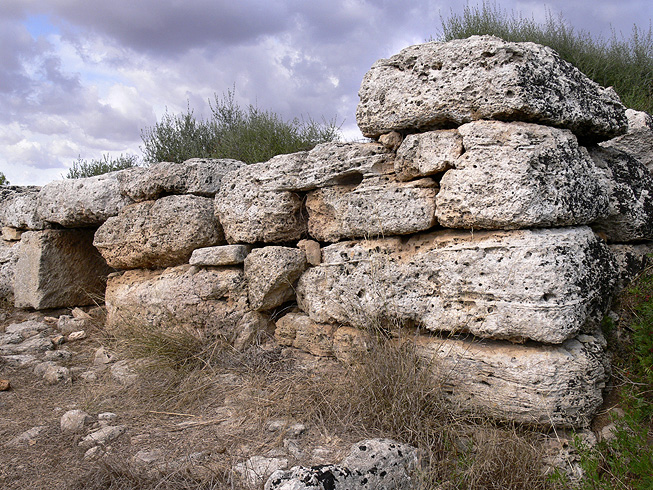
Талайот на Сон-Серра, Мальорка

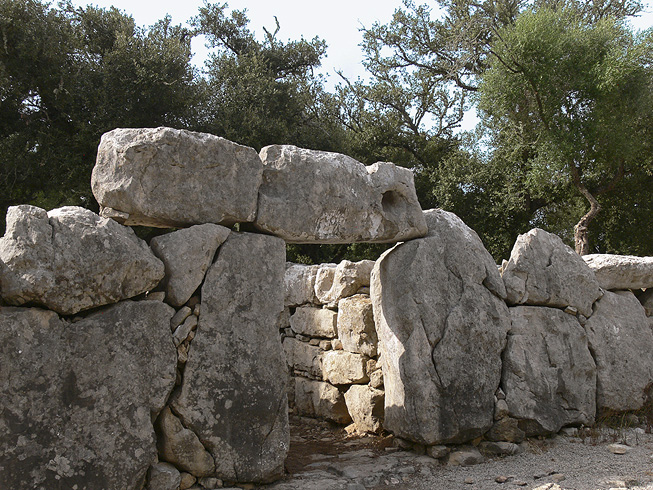
Головний вхід в поселення Сес-Паїссес, Мальорка

Талайоти — мегаліти бронзової доби на островах Менорка та Мальорка. Відносять до кінця 2 тисячоліття - початку 1 тисячоліття до Р.Х.. На островах знайдено не менше 270 подібних мегалітів. Хронологічно передують таулам, які зазвичай розташовані поблизу.

## Культура
Будівельники талайотів представляли собою самостійну археологічну Талайотську культуру (бронзова доба) в історії Балеарських островів, яка створила, крім цих будівель, ряд великих міст, серед яких вирізняють Оспіталет-Вель.

## Призначення
На думку фахівця з археології Мінорки, Ферран Лагарда и Мата, талайоти Мінорки несли оборонні або культові функції: "Фактично, гіпотези про призначення талайотів, які пов'язували з різними їх конструктивним особливостями, залишали місце для різних думок. Однак, останнім часом, прийнято виділяти дві групи талайотів за їх призначенням: одні, які носили оборонні функції і служили також, іноді, кімнатами, та інші, які ймовірно, мали відношення до культу; останні мають на зовнішній поверхні спіралеподібні або зигзагоподібний спуск, який має вигляд сходів".
Однак, розміри (від 3х3 до 9х9 м) і характер спорудження талайотів Мальорки (грубі споруди з необроблених або оброблених блоків вагою 5-200 кг, не поєднаних розчином), їх розташування (багато з них перебувають на території сучасних селянських господарств: на полях або вбудовані в огороджувальні кам'яні стіни, що розділяють ділянки), їх масовість, а також відсутність знахідок в них предметів культового призначення — всі ці факти дозволяють зробити висновок про те, що більшість талайотів цього острова є споруди господарського призначення, традиційні для островів центрального і західного Середземномор'я (Сицилія, Мальта, Лампедуза, Пантеллерия тощо.). На островах центральної та західної частини Середземного моря аналогічні споруди досі створюються селянами на земельних ділянках і служать для зберігання інвентарю, насіння, а також укриттям від палючого сонця в середині робочого дня.
Близькими за конструкцією і техніці кладки каменю є «нураги» на Сардинії, «Торре» на Корсиці, сучасні «талайоти» Мальти та «сесіоти» на острові Пантеллерія.